# Saša Lendero
Saša Lendero (translittération française : Sacha Lainedèro) est une chanteuse slovène née le 6 août 1973 à Ljubljana (Slovénie).
Après des études et un diplôme en sociologie, elle commence sa carrière musicale au sein du groupe Wernerjem. Elle décide, plusieurs années plus tard, de se lancer dans une carrière en solo. Elle sort alors plusieurs albums :
- Saša (2000)
- Če boš moj (2002)
- Zate noč, zame dan (2004)
- Ne grem na kolena (2006).